# Lukrecij
‎Tit Lukrecij Kar (latinsko Titus Lucretius Carus, rimski filozof in pesnik, * 95 pr. n. št., Rim, † 55 pr. n. št., Rim. Bil je zagovornik mehanicističnega epikurejskega pogleda na stvarnost. V svoji knjigi O naravi sveta (latinsko De Rerum Natura) je v dolgi pesnitvi pojasnil ta pogled na stvarstvo. Pesnitev se je komaj ohranila. Ni je bilo najti skozi ves srednji vek. Edini ohranjeni rokopis je leta 1417 v nekem nemškem samostanu našel italijanski humanist in odkritelj mnogih antičnih besedil Poggio Bracciolini. Kmalu po Gutenbergovem odkritju tiska so jo natisnili. Bil je posrednik Demokritove zamisli o atomizmu. Zelo je vplival na Gassendija, Diderota in materialiste.

## Življenje
O filozofovem zunanjem življenju imamo iz antike nezanesljiva poročila. Živel je kratko življenje. Pravijo, da se je rodil 2-4 leta za Julijem Cezarjem, po pripovedovanjih pa naj bi umrl na dan, ko je Virgil oblekel moško togo (marca ali oktobra 55 p.n.š.). Posreden dokaz, da ga leta 55 ni bilo več med živimi, je pismo Marka Tulija Cicera, ki ga je pisal bratu Kvintu meseca februarja 54, iz katerega je razvidno, da je Mark poslal Kvintu manuskript O naravi sveta, da bi ga kritično ocenil. Do te izmenjave sodb je zagotovo prišlo po filozofovi smrti, ko so njegovi dediči rokopis izročili Ciceronu, da bi ga uredil ter pripravil za objavo.

### Poreklo
Malo je znanega tudi o Lukrecijevem poreklu in socialnem stanju. Po mnenju večine kritikov bil Rimljan, najverjetneje iz gensa Lucretiae (Lukrecijev). Ta stara rodbina se je cepila v patricijsko in plebejsko vejo, in Lukrecij je bil najverjetneje del druge. Tako se vsaj sklepa iz njegove antipatije do privilegiranih stanov. Vprašljivo je tudi, če se je filozof rodil v Rimu ali ne, vendar pa lahko iz njegovega poznavanja mesta in življenja v njem sklepamo, da je tekom svojega življenja živel v njem.

### Izobrazba
Lukrecij je bil izobražen mož ter je poleg natančnega znanja latinščine - tudi njene arhaične faze in jezika komedije – dodobra obladoval grščino, ker drugače se ne bi mogel poglobiti v dela  Epikura in predsokratskih filozofov miletske šole. Da se je šolal v Atenah ter se tam seznanil s filozofijo (epikurizmom), je sicer mogoče, nujno pa ni. Ravno v njegovem času je učil znameniti epikurejec Filodem iz Gadare, od katerega bi lahko Lukrecij prevzel epikurejske nauke. Krogu njegovih zaupnikov in prijateljev sta poleg Cicerona pripadala še Katul in Tit Pomponij Atik, Gaj Kasij Longin in stoik Mark Junij Brut. Slednja sta postala znana v zaroti proti Juliju Cezarju.

### Vpliv
Čeprav so ga sodobniki le malo upoštevali, je Lukrecij odločilno vplival na naslednjo generacijo oziroma, ki jo je predstavljal literarni krog, ki se je zbiral okoli cesarja Avgusta in njegovega prijatelja Mecenata. Vpliv zasledimo tudi pri Horaciju, ki sam sebe imenuje "prašič iz Epikurove črede". Kako močno je Lukrecij pozneje vplival na zahodnoevropski miselni svet, kaže pozornost, ki je je bil deležen spet in spet ne le v materializmu (Bacon, Voltaire, Lichtenberg, Goethe...) 

### Hieronimova zgodba
O siceršnjem Lukrecijevem življenju imamo iz starega veka en zapis. Cerkveni učitelj Evzebij Sofronij Hieronim piše v dodatkih k Evzebijevi Kroniki, da je filozof zblaznel, ker je užil »kupo spolno dražljive pijače« (amatorio poculo in furorem versus), napisal nekaj knjig pesmi, dokler si ni nazadnje sam pretrgal niti življenja. Če to poročilo ustreza resnici, je moral dogodek v Rimu zbuditi senzacijo. Zato je čudno, da o stvari ne beremo nikjer drugje, ne v sodobni, ne v poznejši literaturi.
O zanesljivosti Hieronimove zgodbe je moderna kritika napisala veliko. Med kritiki v celoti sprejemajo antično predlogo, drugi jo v celoti zavračajo, tretji odklanjajo samo ljubezensko pijačo, blaznost in samomor pa priznavajo za zgodovinsko resnico. Iz Hieronimovega poročila in iz kasnejših interpretacij se da objektivno izluščiti to, da Lukrecij ni bil blazen, pač pa nagnjen k pesimizmu in da je verjetno trpel za depresijo: pri tej bolezni je večja nevarnost samomora. Zato je prav verjetno, da je Lukrecij v trenutku skrajne depresije napravil samomor. Manj verjetna pa je zgodba o ljubezenski pijači kot vzroku blaznosti in samomora.

## Delo in Osebnost
Lukrecev stil je nadvse brezoseben: skriva se za svojim delom, mestoma pa se začuti njegova subjektivna refleksija. Tako na primer s ponosom poudarja, da je on prvi Rimljan, ki si je zadal nalogo, da bo po grškem vzoru razložil naravo sveta v domačem jeziku. 
Poetična popolnost njegovega dela je vzbujala spoštovanje kritikov od antike do danes: njegova filozofija je bolj filozofija pesnika kot misleca, in ravno pri filozofiji mu je pesniški talent pomagal do slave. Lukrecij je še posebno spoštovan zaradi vdanosti in občudovanja, s katerim je gledal na svojega grškega učitelja - Epikurja, in zaradi neomahljivega prepričanja, da je njegov nauk resničen. Imel se je za njegovega glasnika. 
Lukrecij v svojem pisanju poudarja, kako nesmiselno je teološko gledanje na stvarstvo. Zmeraj znova kritizira religijo in teologe ter z ironijo in s fanatično ihto poudarja resnico Epikurove filozofije. Iz tega je razvidno, koliko je Epikur pomenil Lukreciju. V svojem življenju je preživel številne strahote – politične in socialne – ki so pretresle rimsko republiko. V otroških in mladeniških letih je Lukrecij odraščal v državljanski vojni med optimati in populari, preživel Sulovo diktaturo,  maščevanje Marija in Cine z vsemi  proskripcijami in političnimi umori; v moški dobi je doživel Katilinovo zaroto in neogibno državljansko vojno. Ker je bil zvest Epikurju in se držal zahtevam epikurejske etike, naj se njeni pristaši ogibljejo delu v javnosti, ker prinaša v življenje nered in nemir, se Lukrecij ni vmešaval v politično dogajanje. 
Svoje poslanstvo je videl v tem, da je rojakom z verzi posredoval materialistično Epikurovo doktrino, ker je bila fizikalna razlaga vesoljne narave po njegovem mišljenju zmožna odvzeti človeku strah pred religijo ter mu zagotoviti mir. Kakor se je še tako tesno oprijemal svojega učitelja, mu po značaju ni bil niti malo podoben. Pri Epikurju ni najti niti sledu viharne zanosnosti, ki tako pogosto prepeva Lukrecijev poem. Epikur resda želi biti prost mita o bogovih, a njegova želja je krotka in umerjena v primeri z Lukrecijevimi silovitimi izpadi zoper teološko miselnost in gledanje na svet. Lukrecijev temperament je bil z ene strani buren in strasten, na drugi strani pa mu je grenila življenje mračna melanholija. Večkrat naletimo v pesnitvi na verze, ki pričajo o filozofovih notranjih bojih, prevarah in hudi razdvojenosti. Hrepenel je po vrhovnem smotru epikurejske etike, po dušnem miru, ki pa ga ni nikoli dosegel. Zato je postal nauk, ki ga je tako goreče oznanjeval zanj celo tragičen.
Izmerna nazornost in drznost njegove metaforike, prispodob in orisov, potrjujejo, da je bil Lukrecij mojster pisanja. Nekateri ga postavljajo celo ob bok Katula. Kakor je Katul pevec subjektivne lirike, ki nam odpira pogled v svoje od ljubezni in sovraštva razbičano srce, tako odseva iz Lukrecovega poema življenje moža, ki je po mnogih viharjih in vročih bojih mislil, da je našel resnico in z njo odrešenje od dveh najhujših sovražnikov človeštva, od religije in od strahu pred smrtjo.
Lukrecij je imel zasluge tudi za razvoj in obogatitev domačega jezika. Bil je prvi, ki je skušal Epikura približati rimskemu svetu, zato si je moral primeren jezikovni instrument šele ustvariti, da je bil kos grškim virom, ki jih je pretkal v latinščino. Številni arhaizmi v oblikoslovju, izbiri besed in sintaksi dajejo njegovemu slogu slovesen značaj. Toda navkljub veličini in poetičnim vrlinam Lukrecijeva pesnitev v antiki ni pustila trajnega vpliva. Njegova besedila so bila namreč težko razumljiva, hkrati pa njegova filozofska ideja za časa njegovega življenja ni bila širše sprejeta. Eden redkih, ki ga je za časa njegovega življenja spoštoval je Vergil, ki je v drugi knjigi svojega dela Georgike, navezujoč se na Lukrecija, zapiše: »Vesel je tisti, ki je odkril izvor stvari in vrgel vse svoje strahove, neizbežno usodo ter peklenski hrušč podzemlja pod svoje noge.«

## O naravi sveta(De rerum natura)
Od Lukrecija imamo samo eno znano delo - epsko pesnitev O naravi sveta.
Delo O naravi sveta je sicer nedokončano, v heksametrih pisan ep. Obsega 6 knjig in sodi med najvišje dosežke rimske poezije in filozofije. Zanj so značilni opisi življenja narave in ljudi ter živa navdušenja nad sicer suhoparnimi temami. Nasploh pa nasprotno kot v epikurejskih, v Lukrecijevem delu prevladuje vseprisotna resnoba.
Lukrecij svoje filozofsko delo primerja z delom zdravnika, ki včasih v sladki med primeša kakšno grenko zdravilo, ki je kljub grenkobnemu okusu zdravilno. Tako tudi Lukrecij svoje težke filozofske resnice oblikuje v melodične verze, da bi se jih ljudje lažje sprejeli. Lukrecij, prvi epikurejski filozof, ki je pisal v latinščini, v epu O naravi sveta namreč dosledno prenaša epikurejsko filozofijo in psihologijo.
Njegov heksameter izžareva močno pesniško individualnost in je ponekod nekoliko robat v primerjavi z urbano gladkostjo Vergilovih in Ovidovih verzov. Akcenti, ki padajo na kratke samoglasnike, pogoste asonance in sinkope samoglasnikov, lahko marsikomu zvenijo grobo, čeprav je to v glavnem samo vtis, ki ga dobimo, če primerjamo dela kasnejših pesnikov in pod pogojem, da ne poznamo načina in veščin takratnih bralcev poezije v latinskem jeziku. Lukrecijev jezik je mestoma arhaičen, z rodilnikom na –ai ali na –um, z uporabo oblike -ollus namesto klasične -ille in z uporabo nedoločnika na –ier. Ep je bogat z aliteracijami in onomatopejami. Popolni latinski filozofski slovar naredi kasneje Cicero, tako da se Lukrecij pritožuje na egestas linguae (siromaštvo jezika), s katerim se sooča pri predstavitvi svoje tematike v latinskem jeziku. V teh primerih se poslužuje grškega jezika in uporablja metafore (semina rerum, corpora minima).
Ep je bogat z vrhunskimi pesniškimi slikami. Uvod v prvo knjigo, znan kot Invokacija Venere, je neprekosljiv v rimski književnosti, kakor po svojim ekstatičnem slavljenju življenjske moči in regeneracije sveta, kot po vrhunski Epikurovi lucidnosti v kritiki praznoverja (religio). Slednje predstavlja uvod k osnovni temi pesmi. V epu Lukrecij postavlja na nasprotna bregova ratio (razum, ki vodi do resničnega spoznanja) in religio (vera, ki ljudi postavlja v podrejen položaj in jih sili v zločinska dejanja –  navaja številne primere, kot je na primer žrtvovanje Ifigenije.)

### 1. knjiga
Religijo Lukrecij označi kot vir praznoverja in prevare. Pravi, da nič ne nastane iz niča, in da nič v resnici nikoli ne premine. Tako se torej snov in moč stalno ohranjata. Zapiše, da se atomi ali začetki stvari gibljejo po neskončni praznini vesoljstva. Smotrna ureditev je samo poseben primer med velikim številom, ki si jih je mogoče misliti. Negira vsako možnost kreacionizma in božje intervencije. Osnovni cilj Lukrecija je osvoboditi ljudi praznoverja. To doseže s predstavitvijo filozofske smeri grškega filozofa Epikurja - epikurizem. Po Lukreciju je praznoverje vsako verovanje v eksistenco bogov ali drugih nadnaravnih sil, ki naj bi ustvarile naš svet in na kakršen koli način uravnavali življenje ljudi. 

### 2. knjiga
V tem delu pisatelj obravnava gibanje in lastnosti atomov v Epikurovem, atomističnem smislu; iz združitve določenih atomov nastane občutek; svetov je nešteto, trajajo izredno dolgo in so velikanski, pa vendar minevajo, kot tudi naš planet. Tako strah pred bogovi razbija v epu z dokazi, da se vse dogajanje lahko pojasni z ustreznim gibanjem »atomov« in njihovimi medsebojnimi trki in grupiranjem, do česar pride v primeru njihovega gibanja v praznem prostoru. »Atomi in prazen prostor« - to je Lukrecijeva razlaga sveta, sveta v katerem ni božanstva in drugih nadnaravnih sil.

### 3. knjiga
Glavna tema tretjega dela je izpodbijanje vere v neumrljivosti in iz nje izvirajoči strah pred smrtjo. Strah pred smrtjo zavrača s pojasnilom, da smrt sama predstavlja le materialni razpad bitja, ter da kot konec obstoja bitja sama po sebi ne more biti niti dobra niti slaba stvar. Življenje je za bitje pomembno samo dokler je to bitje živo. Je nekaj nekaj čisto normalnega, ob kateri duša, prav tako kot toplota in življenjska sapa, le zapustita telo. Strah pred smrtjo pa je le reakcija ljudi, ki se tekom življenja soočajo s strahotami in bolečino. Lukrecij pravi, da ljudje občutijo strah tudi zaradi obsojenosti na večen neobstoj po smrti - predlaga logičen razmislek o večnem neobstoju pred smrtjo. 

### 4. knjiga
V tem delu prevladuje stroga materialistična razlaga človekovih občutkov, zlasti spolnih ljubezni.

### 5. knjiga
Pisatelj pripoveduje o nastanku sveta in razvoju živih bitij, zlasti ljudi in jezika, umetnosti, države in vere od njihovih začetkov.

### 6. knjiga
Knjiga se ukvarja z izrednimi naravnimi pojavi (magnetizem, nevihte, ognjeniški izbruhi…) in bolezni ljudi. Delo se namreč konča s pretresljivim opisom kuge.

### Zgradba knjig
Uvodni deli različnih knjig poudarjajo dolžnost zahvaljevanja Epikurju zaradi osvoboditve pred neutemeljenim strahom, pred praznim, nesrečnim ter suženjskim življenjem človeštva. Zaključek tretje knjige (o smrti in zakaj se je ni treba bati) in šeste knjige (o bolezni, še posebno o kugi) nam dajejo nekatere od najboljših opisov v književnosti. Prav tako so vrhunski opisi v epu, kot so: nevihta, bitka, požar in poplava. Opis slavne atenske kuge na koncu šeste knjige je mojstrsko izpeljan na podlagi klasičnega Tukididovega opisa.
Struktura vsake knjige in epa v celoti ustreza tipični strukturi argumentacije: definiranje problema, postavljanje teze, določanje antiteze, zavračanje antiteze in predstavitev zaključka. Kljub temu, da je ep napisan v šestih knjigah, se ga lahko deli na dva glavna dela. Prve tri knjige predstavljajo osnovno teorijo o bitju in nebitju, o materiji in prostoru, o atomih in njihovem gibanju, o prostorski in časovni neskončnosti vesolja, o pravilih reprodukcije (čudežev in slučajnosti ni, vsa bitja se rojevajo z določenim vzrokom, na določenem mestu, v določenem času), o naravi uma in duha kot materialnih entitet in o naravi njihove moralnosti, da sama bitja s svojimi funkcijami (zavest, bolečina) doživljajo konec istočasno v trenutku, ko doživi konec njihovo telo. Zadnje tri knjige s pomočjo atomov in materije pojasnjujejo pojave, ki okupirajo pozornost človeštva, kot so čutila, reprodukcija, naravne sile, poljedelstvo, nebo in bolezen.

## Prevod v slovenščino
O naravi sveta' je leta 1959 v slovenščino prevedel starosta prevajalstva antičnih grških del Anton Sovre. Prevod je izšel pri Slovenski matici.